# ایگویل د ترا لا تته
ایگویل د ترا لا تته (به فرانسوی: Aiguille de Tré-la-Tête) یک کوه و قله در فرانسه است که در Aosta Valley, Italy واقع شده‌است. ایگویل د ترا لا تته ۳٬۹۳۰ متر بالاتر از سطح دریا واقع شده‌است.